# ORCID
Az ORCID (Open Researcher and Contributor ID) jelentése: nyílt kutatói és közreműködői azonosító. A rövidítés egy alfanumerikus kódot jelöl, ami személyeknek (tudományos közlemények szerzőinek, közreműködőinek) tartós, egyedi azonosítására szolgál. Továbbá az ezen a kódon alapuló rendszert fenntartó és gondozó nonprofit szervezetet is (ORCID, Inc.). Ezeket a kódokat használva lehet – az ORCID weboldalán és szolgáltatásain keresztül – a szerzők, életrajzuk, kutatói eredményeik (és más, a rendszer használói által megadott információk) között keresni.
Az ORCID-kódok rendszere megoldja azt a problémát, hogy egy adott szerzőnek a szakirodalmi hozzájárulása sokszor nehezen azonosítható, mivel a személynevek között lehetnek azonosak, a nevek meg is változhatnak (például házasságkötéskor), az utóneveket és rövidítéseiket következetlenül 
használják, a névsorrend kulturálisan eltérő, és a publikációk adatai különböző írásrendszerekben 
jelennek meg.

## Tagok, szponzorok és regisztrálók
Az ORCID 2012. október 16-án indította meg nyilvántartási szolgáltatásait és a felhasználói azonosítók kiadását. Az azonosítókat és a hozzájuk tartozó információkat GitHub rendszerű nemzetközi adatbázisban tárolják.
A bevezetés óta a tagok és a szponzorok mellett fokozatosan a folyóiratok, a kiadók és más szolgáltatások is beépítették az ORCID-ot a rendszerükbe.
2013 végére az ORCID-nak 111 tagszervezete és több mint 460 000 regisztrálója volt. 2021. január 16-án az ORCID által jelentett élő regisztrációk száma 10 510 158 volt. A szervezet tagjai között számos kutatóhely található, mint például a Caltech és a Cornell Egyetem, valamint olyan kiadók, mint az Elsevier, a Springer, a Wiley és a Nature Publishing Group, de vannak az együttműködésben résztvevők között kereskedelmi és finanszírozó szervezetek is.

## Az ISNI és az ORCID nyilvántartás kapcsolata
Az ORCID kódok egy bővebb fogalomrendszer részeként kerülnek megállapításra. Ez a bővebb rendszer az ISNI (ISO 27729) szabvány. Az ISNI (Nemzetközi Szabványos Névazonosító) célja az általában vett médiatartalmakhoz (könyvek, újságcikkek, tévé-műsorok, zeneszámok) köthető személyek azonosítása. Ezeknek az azonosítóknak egy számtartományát használja fel az ORCID a tudományos kutatók számára. (A kódok rendszere, felépítése tehát azonos.) Regisztráláskor a nyilvántartó program az ISNI erre a célra lefoglalt számtartományából véletlenszerűen oszt ki egy még nem használt azonosítót. A két szervezet, az ORCID és az ISO együttműködik a folyamat kézben tartására és továbbfejlesztésére.
Mind az egyezések, mind a különbözőségek miatt itt érdemes megemlíteni az ORCID-kódokhoz hasonló, de más megközelítést választó nyilvántartó rendszert, a digitális objektumazonosítók (DOI) koncepcióját, melynek célja ugyancsak nemzetközileg regisztrált, tartósan érvényben tartható elérhetőségeket létesíteni és fenntartani.
Az ORCID kódokat HTTP vagy HTTPS linkek formájában lehet megadni (2017 óta mindkettőt megengedik). Egy ilyen, teljes ORCID-azonosító: https://orcid.org/0000-0002-9079-593X. (Ez a kód Stephen Hawkinghoz van rendelve.)
A kód szerkezetét a már említett ISO 27729 szabvány határozza meg. 16 decimális számjegyet tartalmaz (az utolsó helyen, mivel az modulo 11 ellenőrzőkód, előfordulhat a „10” érték is, ezt „X” betű jelöli). Írható közök nélkül is, de az olvashatóság kedvéért négyes csoportokba szokták tagolni.
Némely kiadó az ORCID azonosítót rövidebb alakban használja: 0000-0002-9079-593X. Ez megengedett alternatív forma, értelmezése megegyezik a bővebbel. (Amit nem támogat egyik formátum sem, az a vezető nullák elhagyása.)

## Példák ORCID-azonosítóra
- 0000-0002-1825-0097 Josiah Carberry ORCID-azonosítója. (Fiktív személy, a rendszer bemutatására és tesztelésére hozták létre.) Hozzáférés: 2021. okt. 13.
- 0000-0002-2003-6188 Berceli Tibor magyar villamosmérnök, egyetemi tanár azonosítója. Hozzáférés: 2021. okt. 13.